# Карібу (Британська Колумбія)
Регіональний округ Карібу (англ. Cariboo) — регіональний округ в Канаді, у провінції Британська Колумбія.

## Населення
За даними перепису 2016 року, регіональний округ нараховував 61988 жителів, показавши скорочення на 0,6%, порівняно з 2011-м роком. Середня густина населення становила 0,8 осіб/км².
З офіційних мов обидвома одночасно володіли 2 265 жителів, тільки англійською — 58 885, тільки французькою — 45, а 155 — жодною з них. Усього 5,005 осіб вважали рідною мовою не одну з офіційних, з них 1 005 — одну з корінних мов, а 75 — українську.
Працездатне населення становило 60,1% усього населення, рівень безробіття — 10,5% (12,8% серед чоловіків та 7,7% серед жінок). 83,8% були найманими працівниками, 14,3% — самозайнятими.
Середній дохід на особу становив $40 916 (медіана $30 494), при цьому для чоловіків — $51 381, а для жінок $30 036 (медіани — $41 669 та $23 370 відповідно).
32,4% мешканців мали закінчену шкільну освіту, не мали закінченої шкільної освіти — 25,8%, 41,8% мали післяшкільну освіту, з яких 22,5% мали диплом бакалавра, або вищий, 105 осіб мали вчений ступінь.
| Статево-вікова структура населення | Статево-вікова структура населення | Статево-вікова структура населення | Статево-вікова структура населення | Статево-вікова структура населення |
| ---------------------------------- | ---------------------------------- | ---------------------------------- | ---------------------------------- | ---------------------------------- |
|                                    |                                    |                                    |                                    |                                    |
| Всього                             | Всього                             | 50,8%49,2%                         |                                    |                                    |
| 0 — 14 років                       | 0 — 14 років                       |                                    | 15,4%                              | 15,4%                              |
| 15 — 64 років                      | 15 — 64 років                      |                                    | 63,8%                              | 63,8%                              |
| 65 і більше                        | 65 і більше                        |                                    | 20,8%                              | 20,8%                              |
| 85 і більше                        | 85 і більше                        |                                    | 1,9%                               | 1,9%                               |
| 100 і більше                       | 100 і більше                       |                                    | 0%                                 | 0%                                 |
| Середній вік (років)               | Середній вік (років)               | 43,844,3                           | 44,1                               | 44,1                               |
| Медіана (років)                    | Медіана (років)                    | 47,347,6                           | 47,4                               | 47,4                               |
| — чоловіки — жінки                 |                                    |                                    |                                    |                                    |

| Походження мешканців:     | Походження мешканців:     | Походження мешканців: | Походження мешканців: | Походження мешканців: |
| ------------------------- | ------------------------- | --------------------- | --------------------- | --------------------- |
| Походження                |                           |                       | осіб                  | %                     |
| Корінні американці        | Корінні американці        |                       | 11 040                | 18.1%                 |
| Інше північноамериканське | Інше північноамериканське |                       | 17 820                | 29.21%                |
| Європейське               | Європейське               |                       | 46 585                | 76.37%                |
| британське                | британське                |                       | 32 185                | 52.76%                |
| французьке                | французьке                |                       | 7 445                 | 12.2%                 |
| українське                | українське                |                       | 3 865                 | 6.34%                 |
| Карибське                 | Карибське                 |                       | 135                   | 0.22%                 |
| Латинськоамериканське     | Латинськоамериканське     |                       | 385                   | 0.63%                 |
| Африканське               | Африканське               |                       | 270                   | 0.44%                 |
| Азійське                  | Азійське                  |                       | 2 445                 | 4.01%                 |
| Океанійське               | Океанійське               |                       | 265                   | 0.43%                 |

| Зайнятість населення за галузями (за класифікацією NOC): | Зайнятість населення за галузями (за класифікацією NOC): | Зайнятість населення за галузями (за класифікацією NOC): | Зайнятість населення за галузями (за класифікацією NOC): | Зайнятість населення за галузями (за класифікацією NOC): |
| -------------------------------------------------------- | -------------------------------------------------------- | -------------------------------------------------------- | -------------------------------------------------------- | -------------------------------------------------------- |
|                                                          |                                                          |                                                          |                                                          |                                                          |
| Управління                                               | Управління                                               |                                                          | 10%                                                      | 10%                                                      |
| Бізнес, фінанси та адміністрування                       | Бізнес, фінанси та адміністрування                       |                                                          | 10,8%                                                    | 10,8%                                                    |
| Природничі та прикладні науки                            | Природничі та прикладні науки                            |                                                          | 4,7%                                                     | 4,7%                                                     |
| Охорона здоров'я                                         | Охорона здоров'я                                         |                                                          | 5,3%                                                     | 5,3%                                                     |
| Освіта, правозахист, муніципальні та урядові служби      | Освіта, правозахист, муніципальні та урядові служби      |                                                          | 9,1%                                                     | 9,1%                                                     |
| Мистецтво, культура, відпочинок та спорт                 | Мистецтво, культура, відпочинок та спорт                 |                                                          | 1,6%                                                     | 1,6%                                                     |
| Роздрібна торгівля та послуги                            | Роздрібна торгівля та послуги                            |                                                          | 22,1%                                                    | 22,1%                                                    |
| Гуртова торгівля, транспорт та обладнання                | Гуртова торгівля, транспорт та обладнання                |                                                          | 21,9%                                                    | 21,9%                                                    |
| Природні ресурси, сільське господарство                  | Природні ресурси, сільське господарство                  |                                                          | 7,3%                                                     | 7,3%                                                     |
| Виробництво                                              | Виробництво                                              |                                                          | 7,1%                                                     | 7,1%                                                     |

## Населені пункти
До складу регіонального округу входять міста Квінел, Вільямс-Лейк, муніципалітети 100-Майл-Гауз, Веллс, індіанські резервації Джонні-Стікс 2, Чарлі-Бойс-Медов 3, Фіштреп 19, Безеко-Рівер 27, Томас-Скінас-Ренч 2A, Чілко-Лейк 1A, Чілко-Лейк 1, Троут-Лейк-Алек 16, Колістіко-Рівер 29, Товдістан-Лейк 3, Батіст-Медов 2, Тусі 1, Клускус 1, Логбі 3, Сандейменс-Медов 3, Блеквотер-Медов 11, Танакут 4, Еучиніко-Крік 17, Алексис-Крік 34, Алексис-Крік 21, Алексис-Крік 16, Алексис-Крік 14, Улкатчо 14A, Улкатчо 13, Цеці-Лейк 11, Кагуз 12, Кагуз 10, Скінас 2, Агатс-Медов 8, Сенді-Гаррі 4, Вільямс-Лейк 1, Наско 20, Редстоун-Флет 1, Діп-Крік 2, Вінді-Маут 7, Пунці-Лейк 2, Доґ-Крік 1, Доґ-Крік 2, Анаїмс-Флет 1, Каное-Крік 3, Бетті-Крік 18, Стоун 1, Канім-Лейк 4, Канім-Лейк 2, Салмон-Рівер-Медов 7, Алкалі-Лейк 4A, Алкалі-Лейк 1, Квінел 1, Сода-Крік 1, Луїс-Сквінас-Ренч 14, Канім-Лейк 1, а також хутори, інші малі населені пункти та розосереджені поселення.

## Клімат
Середня річна температура становить 4,3°C, середня максимальна – 19,5°C, а середня мінімальна – -14,7°C. Середня річна кількість опадів – 424 мм.
| Клімат поселення                              | Клімат поселення | Клімат поселення | Клімат поселення | Клімат поселення | Клімат поселення | Клімат поселення | Клімат поселення | Клімат поселення | Клімат поселення | Клімат поселення | Клімат поселення | Клімат поселення | Клімат поселення |
| Показник                                      | Січ.             | Лют.             | Бер.             | Квіт.            | Трав.            | Черв.            | Лип.             | Серп.            | Вер.             | Жовт.            | Лист.            | Груд.            |                  |
| Середній максимум, °C                         | −1,41            | 2,53             | 6,51             | 11,46            | 15,89            | 19,48            | 19,26            | 19,16            | 14,35            | 8,88             | 1,86             | −2,96            |                  |
| Середня температура, °C                       | −8,05            | −4,1             | −0,12            | 4,82             | 9,26             | 12,84            | 15,42            | 15,32            | 10,51            | 5,02             | −1,98            | −6,83            |                  |
| Середній мінімум, °C                          | −14,69           | −10,75           | −6,76            | −1,82            | 2,64             | 6,20             | 11,56            | 11,46            | 6,65             | 1,18             | −5,84            | −10,66           |                  |
| Норма опадів, мм                              | 33               | 19               | 18               | 23               | 39               | 59               | 51               | 46               | 34               | 31               | 34               | 37               |                  |
| Середньомісячна швидкість вітру, м/с          | 2.20             | 2.30             | 2.51             | 2.70             | 2.50             | 2.30             | 2.19             | 2.00             | 2.00             | 2.39             | 2.43             | 2.30             |                  |
| Середньомісячна сонячна радіація, кДж/м²·день | 3023             | 6003             | 10913            | 15702            | 19114            | 20780            | 21301            | 18075            | 12492            | 6855             | 3359             | 2334             |                  |
| --------------------------------------------- | ---------------- | ---------------- | ---------------- | ---------------- | ---------------- | ---------------- | ---------------- | ---------------- | ---------------- | ---------------- | ---------------- | ---------------- | ---------------- |
| Джерело:                                      |                  |                  |                  |                  |                  |                  |                  |                  |                  |                  |                  |                  |                  |